# 潛水面鏡

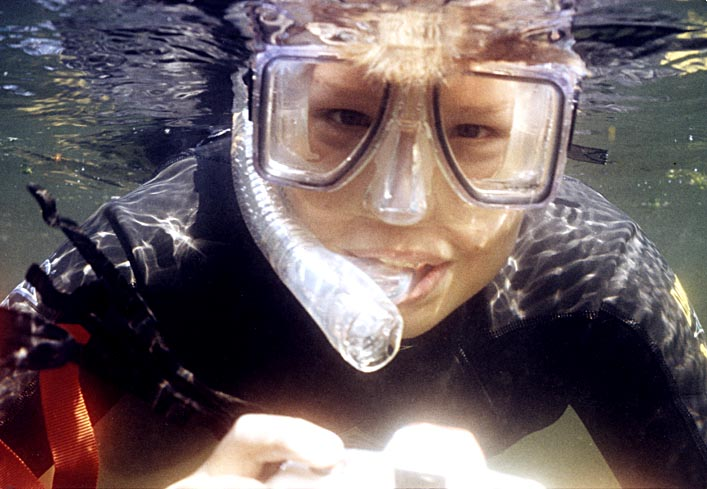
浮潛人士所佩帶由軟矽膠製成的潛水面鏡

潛水面鏡（英語：Diving mask，又稱：dive mask或scuba mask），通稱潛水鏡，是潛水裝備的一種，可以讓水肺潛水員、自由潛水員及浮潛人士能夠清楚地看到水底的東西。當人類眼睛與水直接接觸時，光的折射角度會與空氣中略有不同，導致眼珠無法聚焦，影像變得模糊不清，潛水面鏡與眼睛之間的空氣正好解決了這個問題。

## 構造
潛水面鏡可以由一塊或兩塊強化玻璃、一些覆蓋至鼻孔的防水矽膠膠邊和一條可調教鬆緊的索帶所組成。兩塊玻璃可以各有不同度數，供近視、遠視或散光的人士使用。浮潛使用的面鏡可以由透明聚碳酸酯代替玻璃。深潛使用的面鏡，其覆蓋至鼻孔的矽膠必須具備一定的柔軟性，以便潛水員使用鼻孔呼氣，作清除鏡內積水或下潛時反壓之用。測試矽膠膠邊的防水效果，潛水員一般會站着，面向前方，然後將面鏡方在面上，鼻子用力吸氣，面鏡如果沒有掉下來，便可以確定膠邊的防水沒有問題。由於水壓關係，潛得越深面鏡會越緊貼臉孔，是以索帶不應過緊，否則面部的微絲血管有可能抵受不住壓力而爆裂。

## 使用

### 清鏡

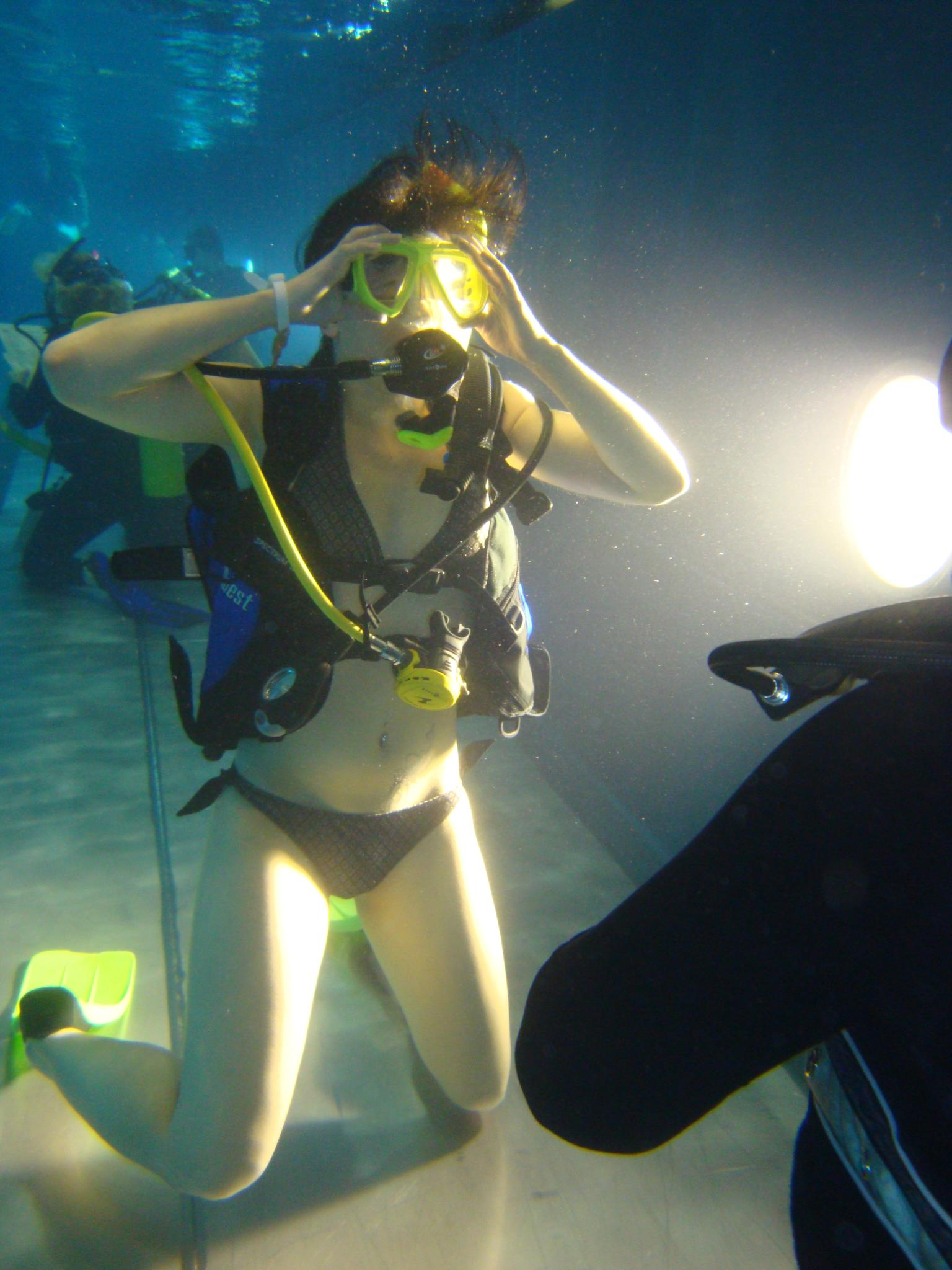
一名初學者在泳池中練習清鏡（面鏡排水）

面額塗上過多防曬太陽油、不正當使用鼻子呼氣或頭髮卡着矽膠膠邊都會導致面鏡入水，外物撞擊甚至可以令面鏡鬆脫。在水底清除鏡內積水，是每個潛水員必須學會的技巧。基本上是鼻孔呼氣，面鏡上舉，在鏡內製造高氣壓，從而將水排出鏡外。

### 反壓

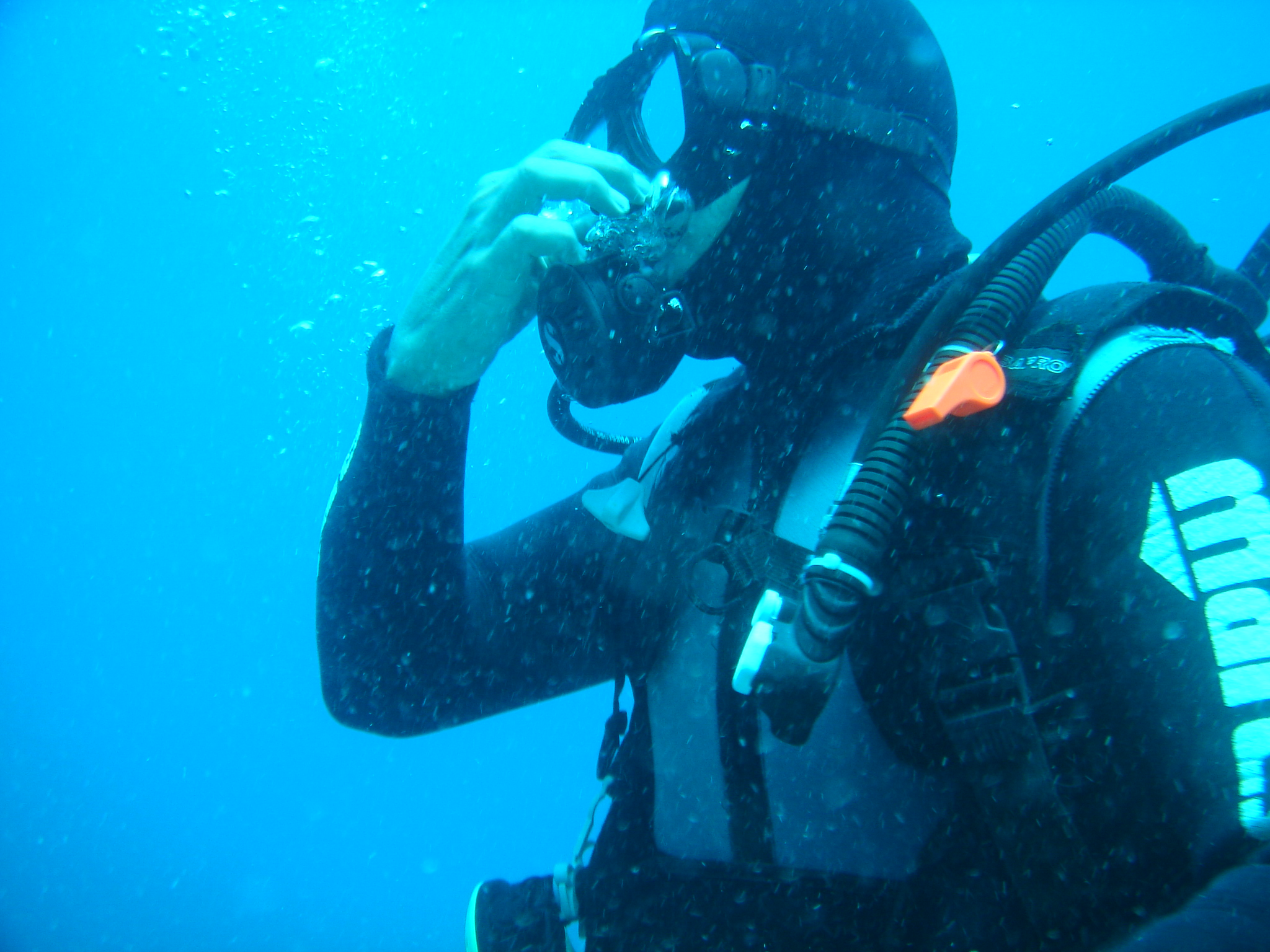
下潛時按着鼻子反壓（耳壓平衡）

下潛時體內氣壓改變，導致耳朵，尤其是耳膜不適，吞咽口水、稍微移動下顎或按着鼻子反壓做瓦氏動作都可以令氣壓回復正常。潛水員可以隔着覆蓋鼻子的矽膠將鼻子按下，舌頭在口腔內屏閉聲門，做用力呼氣的動作。